# Djoetsjer

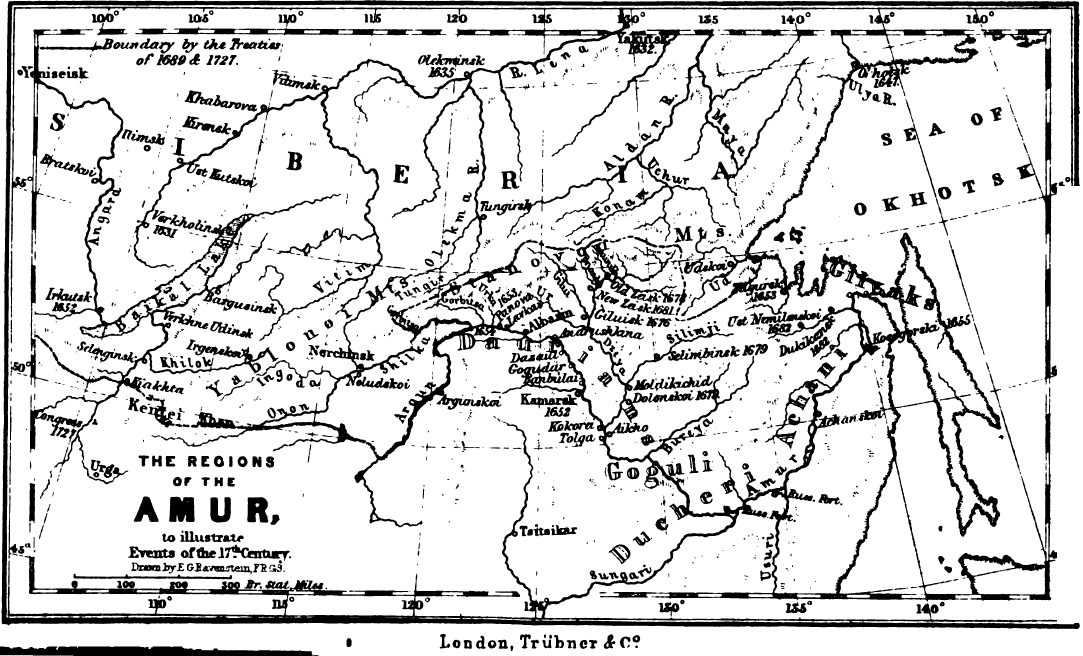
de landen van de Dauri, Ducheri en Goguli in het midden van de 17e eeuw, volgens Ernst Georg Ravenstein

De Djoetsjer of Doetsjer (Russisch: дючеры of дучеры, djoetsjery of doetsjery) was een volk dat de oevers van de middenloop van de Amoer bevolkte, ongeveer van de monding van de Zeja tot aan de monding van de Oessoeri, en mogelijk zelfs iets verder stroomafwaarts. Hun etnische identiteit is niet met zekerheid bekend, maar doorgaans wordt aangenomen dat zij een Toengoezisch volk waren, verwant aan de Jurchen en/of de Nanai.

## Geschiedenis
Het totale aantal Djoetsjer (inclusief andere verwante Mantsjoe-groepen, maar niet de Daur of Evenken) van de Amoervallei ten tijde van de verschijning van de Russische ontdekkingsreizigers in de regio ca. 1650 wordt door moderne geleerden geschat op 14.000. 
Volgens de Russische ontdekkingsreizigers van die tijd waren de Djoetsjer, evenals de verwante Gogoel en hun noordwestelijke buren, de Daur, landbouwers. Ze verbouwden rogge, tarwe, gerst, gierst, haver, erwten en hennep, evenals een aantal groenten. De Djoetsjer hadden paarden en runderen. Varkens waren een belangrijke bron van vlees. Ze deden ook wat aan jagen en vissen. 
Volgens de 17e-eeuwse Kozakken woonden de Djoetsjer in versterkte dorpen ( Russisch: городок) met 60 of meer huizen. 
De voorganger van het Qing-fort Aigun (oorspronkelijk gelegen aan de linker, nu Russische, oever van de Amoer, tegenover de latere locatie) was een Doetsjer-nederzetting, momenteel bij de archeologen bekend als het Grodekovo-fort (Гродековское городище), naar het nabijgelegen dorp Grodekovo. Het ligt ten zuiden van de stad Blagovesjtsjensk en de monding van de Zeja in de Amoer. Jerofej Chabarov rapporteerde het bestaan van deze stad, die hij Ajtjoen (Айтюн) noemde, in 1652 aan de vojvode van Jakoetsk Dmitri Frantsbekov. Volgens de archeologen werd dit fort voor het eerst gebouwd rond het einde van het eerste of het begin van het tweede millennium.
De jasak aan bont, graan en vee, door de Kozakken van de Daurs en de Djoetsjer verzameld, was het belangrijkste economische voordeel dat de Russen uit hun expansie in de regio in het begin van de 19e eeuw haalden. Om hen dit te ontzeggen, hervestigde de Qing-regering vanaf 1654 de Doetsjer-boeren van de Amoervallei naar de Songhua en Mudan-rivieren verder naar het zuiden. Ook de Daur werden hervestigd (in de Nen-vallei). Toen Onoefri Stepanov in 1656 de Beneden-Songhua bezocht, trof hij de Doetsjer-dorpen verlaten aan. 

## Etnische identiteit
De etnische identificatie van de Djoetsjer en de betekenis van hun naam (en of dit een zelfnaam was) blijven controversieel. 
Archeologisch gezien kan de Djoetsjer-cultuur worden geïdentificeerd sinds de tweede helft van de 13e eeuw (dwz kort na de vernietiging van het Jin-rijk van de Jurchen door de Mongoolse Yuan-dynastie), als opvolger van de eerdere cultuur van de Amoer-Jurchen. 
Volgens de Grote Sovjet Encyclopedie hebben de huidige Nanai, Oeltsjen en andere Toengoezische volkeren uit de middelste en lagere Amoervallei afstammelingen van de Djoetsjer opgenomen. De Russische geleerde Boris Polevoj ging nog verder en identificeerde de Djoetsjer (tenminste degenen uit het Songhua/Oessoeri-deltagebied) met de Nanai.
Een andere opvatting, onder andere verwoord door de Russische archeoloog D.P. Bolotin of Toengoezoloog Aleksej Boerykin, was dat de Djoetsjer deel uitmaakten van de Jurchens. Dit zou betekenen dat ze, nadat ze waren hervestigd bij de Songhua en de Mudan, eenvoudigweg opgingen in het Mantsjoe-volk.
De etymologie van het woord "Djoetsjer" (dat in de 17e-eeuwse Russische manuscripten naast дючеры en дучеры de spellingsvarianten чючар, джучар, жучер en дючан kende) is ook controversieel. Sommige onderzoeken zien het als voor de hand liggend dat het verband houdt met de Jurchen's zelfnaam jušen, Een andere mening, verwoord door Boerykin, is dat het Russische "дючер" (Djoetsjer) mogelijk afkomstig was van Mantsjoe zoetsje of zoetsjen, wat "wachters langs de rivier" betekent. 